# Spider-Woman (Gwen Stacy)
Gwendolyne Maxine "Gwen" Stacy es una superheroína ficticia en los cómics publicados por Marvel Comics. Fue creada por Jason Latour y Robbi Rodriguez. El personaje debutó en Edge of Spider-Verse parte de la trama del cómic Spider-Verse 2014–15, que lleva a la serie en curso Spider-Gwen que comenzó en 2015.
El personaje es una variante universal de El Hombre Araña y una versión alternativa de Gwen Stacy. Ella reside en la "Tierra-65", donde, en lugar de Peter Benjamin Parker, Gwen Stacy fue mordida por la Araña Radiactiva, conduciéndola en una carrera como la Spider-Woman de su mundo. El personaje también tiene que lidiar con varios enemigos, incluidas las versiones Tierra-65 de Matt Murdock, Frank Castle y Susan Storm. Es representada por albergar gran parte de la personalidad y los conflictos de Peter, además de compartir sus poderes y habilidades. Además, el personaje también es conocido como Spider-Gwen, Gwenom, y Ghost-Spider.
Spider-Gwen recibió reseñas positivas de los críticos, que aplaudieron su diseño, que fue citado como una opción popular para el cosplay, y una perspectiva feminista. Para la promoción, se desarrollaron varias otras versiones del personaje, acompañadas de mercancía. También participó en series animadas de televisión y en varios videojuegos como un personaje jugable. Hailee Steinfeld es la voz del personaje en la película animada de 2018, Spider-Man: Un nuevo universo y su secuela de 2023 Spider-Man: Across the Spider-Verse. Ella aparecerá en las películas de Spider-Man: Beyond the Spider-Verse y en una película en solitario derivada de Spider-Woman en desarrollo.

## Historial de publicaciones
En la continuidad principal de los cómics que constituyen el Universo Marvel, la estudiante universitaria Gwen Stacy era la novia de Peter Parker, de quien no sabía que era Spider-Man. Esta versión primaria de Gwen Stacy murió en The Amazing Spider-Man #121 (junio de 1973). El concepto de una Gwen Stacy de un universo alternativo impulsada por una araña fue conceptualizado por primera vez por el veterano escritor de Spider-Man, Dan Slott, para el arco argumental de "Spider-Verse". Slott había sugerido "Gwen Stacy como Spider-Woman" al editor de Spider-Man, Nick Lowe, quien luego se acercó a Jason Latour para escribir una serie basada en ese personaje. Latour estaba preocupado por devolverle la vida a Gwen Stacy incluso en una forma de universo alternativo, dadas las consecuencias canónicas de su muerte más de 40 años antes, pero finalmente aceptó, y se acercó a Robbi Rodríguez para diseñar el personaje. Latour instó a Rodríguez a mantenerla misteriosa y evitar cualquier cosa que revelara prematuramente su identidad, diciendo que "debería sentir que cualquiera podría estar bajo esa máscara". Slott había imaginado previamente un disfraz basado en su ropa en la historia de muerte de dos partes, "La noche en que murió Gwen Stacy" (1973), excepto el rojo y el azul con patrones de telarañas y una media máscara. También habría tenido una gabardina que habría sido roja con telarañas. Slott finalmente aprobó el diseño de Rodríguez. El personaje debutó en Edge of Spider-Verse #2 el 17 de septiembre de 2014 y comúnmente se lo conoce como Spider-Gwen.
La inspiración de Latour para crear el personaje llegó cuando se dio cuenta de que no estaba familiarizado con Gwen Stacy aparte de ser un personaje "refrigerado" que fue asesinado por el bien del héroe como progresión de la trama. Latour también sintió que creció en una época en la que los hombres blancos eran dominantes en los cómics de superhéroes, y vio a Gwen Stacy como una heroína potencial para representar a las mujeres de una mejor manera: "El hecho de que sea una mujer cambia el significado y el subtexto de todo lo que está sucediendo. Como creador, eso es realmente divertido y abre la historia para ir en muchas direcciones que no habría tomado antes". En octubre de 2014, su propia serie en curso después de mucha demanda. El primer número de Spider-Gwen experimentó un éxito comercial y fue el tercer cómic más vendido en febrero de 2015 con ventas de más de 250.000 copias. El primer volumen terminó después del quinto número, y el personaje pasó al segundo volumen de Spider-Verse como parte del evento Secret Wars. Después de la conclusión del evento, un segundo volumen del mismo equipo creativo comenzó con el primer número como parte del sello All-New, All-Different Marvel de Marvel titulado The Radioactive Spider-Gwen. Spider-Gwen apareció como un personaje principal en un crossover de varias partes titulado Spider-Women. Comenzó con Spider-Women Alpha #1 y terminó con Spider-Women Omega #1, con ciertos números de Spider-Woman, Silk y Spider-Gwen que representan parcialmente la historia intermedia.
Spider-Gwen también protagoniza un equipo con los personajes alternativos con temática de Spider-Man del segundo volumen de Spider-Verse en una serie titulada Web Warriors, un nombre acuñado por Peter Parker de la serie de televisión Ultimate Spider-Man durante el Spider-Verse original. En 2016, el personaje protagonizó junto a Miles Morales una historia cruzada titulada Sitting in a Tree donde se involucra románticamente con Miles.
Spider-Gwen comienza la universidad en la Tierra-616 al comienzo de una nueva serie Spider-Gwen: Ghost-Spider escrita por Seanan McGuire con lápices de Rosi Kämpe y más tarde Takeshi Miyazawa. Después de 10 números, la serie se relanzó simplemente como Ghost-Spider, que terminó después de 10 números adicionales. El apodo titular de Ghost Spider fue tomado del alias de Stacy en la franquicia animada Marvel Rising.
En 2022, se publicó una nueva serie limitada titulada Spider-Gwen: Gwen-Verse de Tim Seeley y Jodi Nishijima, en la que Stacy viaja en el tiempo junto con versiones alternativas de ella misma (inspiradas en otros héroes de Marvel) para corregir una interrupción en la línea de tiempo.

## Biografía

### Origen
En la realidad alternativa designada Tierra-65, Gwen Stacy de la Escuela Midtown High es baterista de una banda llamada Mary Janes, formada por ella y sus amigas Mary Jane Watson, Betty Brant y Glory Grant, quienes compiten con Felicia Hardy y su banda los "Gatos Negros". Mordida por una araña radiactiva, Gwen se convierte en la heroína Spider-Woman. Poco después, su amigo y compañero de clase, Peter Parker intenta vengarse de quienes lo intimidan, convirtiéndose en la versión del Lagarto de Tierra-65. Gwen lo somete, pero Peter muere hacia el final de la batalla debido a la química que ha utilizado. Spider-Woman es culpada de su muerte, provocando una protesta por su arresto, dirigido por J. Jonah Jameson. Su padre, George Stacy, jefe de policía de la policía de Nueva York, comienza a buscarla junto con el capitán Frank Castle y la detective Jean DeWolff. Mientras las Mary Janes intentan actuar en un concierto, un asesino se envía después del padre de Gwen Stacy, que está en la audiencia. Como Spider-Woman, ella derrota con éxito al asesino. Durante la batalla, el Capitán Stacy sostiene a Spider-Woman a puntar con su pistola, y Gwen Stacy se quita la máscara para revelar quién es ella a su padre. Sorprendido al conocer la identidad de Spider-Woman, él le dice que corra antes de cambiar de opinión.
En la serie de cómics Spider-Gwen, ella lucha contra varias versiones alternativas de los villanos de Spider-Man, como Buitre, Kraven el Cazador y Harry Osborn como el Duende Verde. En forma más recurrente, trata con Matt Murdock como Kingpin que intenta corromper a Spider-Gwen en el estilo de vida del crimen junto con Frank Castle que la persigue como vigilante. A pesar de sus enemigos, también trata con aliados heroicos en la Tierra-65, como el Capitán América (Samantha Wilson), Reed Richards y Peggy Carter, la líder de S.H.I.E.L.D.
Gwen Stacy protagoniza junto a Jessica Drew y Silk, de Tierra-616, en una trama de cómic crossover titulada Spider-Women. La trama consiste en que sus dos compañeras quedaron atrapadas en su mundo después de batallar con Super-Adaptoide cuando su reloj de pulsera dimensional, que obtuvo de "Spider-Verse", fue robado. Finalmente, descubren que la versión Tierra-65 de Cindy Moon, líder de SILK, fue la mente maestra detrás del robo del reloj de pulsera. Cindy Moon de Tierra-65 reveló a Silk y Gwen Stacy que ella robó la tecnología para conquistar el mundo. Cindy de la Tierra 65 también reveló que una de sus arañas estaba detrás de la picadura que le dio a Gwen Stacy sus poderes. Ella procedió a quitarle el poder a esta última con el uso de su tecnología y enmarcó su contraparte de la Tierra-616 de Silk. Gwen, Jessica y Cindy se unieron para derrotar a Cindy de la Tierra-65. Las consecuencias de la historia tratan sobre los efectos de la pérdida de poder de Gwen y su necesidad de isótopos para recuperar su poder.

### Spider-Verse
Spider-Gwen es representado como un protagonista recurrente en la historia de "Spider-Verse". Ella es una de las muchas reclutadas por Spider-UK para asociarse con otros Spider-Totems en todo el multiverso, quienes están bajo el ataque de Morlun y los Herederos. Dentro de la historia, la Tierra-616 de Peter Parker no se atreve a poner a Gwen en acción y los demás le cuentan cómo Peter no pudo salvar a su contraparte principal en el mundo de Tierra-616. Sin embargo, él la recluta para una misión y ambos acuerdan cuidar el uno del otro. Gwen Stacy también aparece como reclutando una versión alternativa de Peter Parker, quien se vuelve loco como el Hobgoblin después de que él no pudo salvarla en su dimensión, fue asesinado por el Duende Verde. El personaje eventualmente sacrifica su vida por Spider-Gwen. La historia de "Spider-Verse" luego concluye en el mundo de Battleworld después de los eventos de Spider-Gwen (volumen 1) en la historia de Secret Wars, con su alianza con Anya Corazon, Spider-Man de India, Spider-RU, Spider-Ham y Spider-Man Noir al derrotar al alcalde Norman Osborn y los Seis SIniestros.

### Red de Guerreros
Fuera de su mundo en la Tierra-65, Gwen Stacy también es representada como un miembro central del grupo Red de Guerreros para ayudar a proteger el multiverso de varios desastres. Tuvo un breve romance con Miles Morales como se muestra en la historia de Srosley en un árbol. Durante la historia de Dead No More: The Clone Conspiracy, ella posa como la Tierra-616, Gwen Stacy para averiguar más sobre la ubicación y ayudar a Peter a escapar de la Nueva U cuando ella y Kaine Parker descubrieron que Peter se alía con Chacal y el uso de su tecnología, ha provocado desastres globales en otras Tierras en forma del Virus Carrión. Después de ser reconocida como una Gwen Stacy diferente por el clon de George Stacy, ella y Kaine ayudan a Spider-Man a escapar de New U Technologies e informarle sobre su misión.

### Spider-Geddon
Durante la historia de "Spider-Geddon", Spider-Gwen ha cumplido su tiempo y ha salvado a una mujer de algunos atracadores mientras la mujer la elogia por haber eliminado la Mano. Como Gwen Stacy, se encuentra con Harry Osborn para hablar sobre su tiempo en prisión. Luego, se encuentra con Spider-Ham, quien le informa que los herederos han regresado. Spider-Gwen es uno de los personajes con poder de araña que se enfrentan a Superior Octopus para deshabilitar sus máquinas de clonación, ya que van a tocar una llave en el regreso de los herederos. Superior Octopus no los cree hasta que la máquina se activa por sí sola y crea los clones de Morlun, Jennix y Verna. Cuando Superior Octopus y Doctor Octopus de Tierra-1104 desencadenan la autodestrucción de la base de Superior Octopus, Spider-Gwen aparentemente se sacrifica para atrapar a los herederos en la base mientras los demás se retiran a su base. Aunque cuando Verna intenta consumir a Spider-Gwen y también toma su reloj de teletransportación, descubre que su disfraz es un Simbionte. Spider-Gwen sobrevive a la explosión y se encuentra atrapada en la Tierra-3109. Para obtener la mejor configuración de este mundo, Spider-Gwen se cambia a su atuendo de civil, donde descubre que tiene su propia versión de Oscorp. Como Spider-Gwen, se dirige a Oscorp y la encuentra abandonada. Luego es atacada por el Duende Verde local. La pelea se rompe cuando aparece el local Peter Parker, lo que permite que el Duende Verde se escape. Cuando Spider-Gwen se revela a sí misma como la Gwen Stacy de otra realidad, Peter arroja una lágrima.

### Ghost-Spider
Al darse cuenta de que su identidad secreta está intacta en esta dimensión, Gwen decide asistir pacíficamente a la universidad en la Tierra-616 sin preocuparse por el ataque de los villanos. Con la ayuda de Peter, se matricula en la Universidad Empire State y explica a los de admisión de la escuela que ella viene de otra dimensión. Esto, junto con sus registros de exámenes y Parker avalando por ella, le otorga a Gwen la inscripción y una beca que se aplica a visitantes de otros mundos y dimensiones. Gwen comienza a asistir regularmente a clases mientras "viaja" de ida y vuelta desde su propia Tierra, encontrándose regularmente con Peter. Disfrazada, lucha contra amenazas en ambos mundos, incluido Miles Warren, cuya enfermiza obsesión con la Tierra-616 Gwen Stacy lo llevó a convertirse en el villano Chacal.

## Poderes y habilidades
Spider-Woman es presentada como si tuviera poderes similares de Spider-Man que se originó a partir de una mordida por una araña radiactiva. Estas fuentes incluyen pegue y la escalada en las paredes, un sexto sentido de peligro (que aún no ha sido maestra) y siendo capaz de levantar aproximadamente 10 toneladas. 
Ella es propietaria de lanza-telarañas que fueron creados y entregados por la luchadora contra el crimen retirada y magnate multimillonaria, Janet Van Dyne. El mecanismo ayuda a filtrar la humedad del aire para crear fluido de telaraña adhesivo, que puede ser utilizado para crear redes de telaraña, cuerdas y pegotes, entre muchas otras formas. También la ayudan a balancearse de un edificio a otro, sin necesidad de recargar siempre que haya humedad presente. Ella también tiene una posesión de un reloj de pulsera que le ayuda a viajar a otros multiversos debido a los acontecimientos de "Spider-Verse". Se la representa comúnmente como el uso de su teléfono inteligente para el equipo de superhéroes. 
Siendo la hija del capitán de policía, George Stacy, que se representa como teniendo habilidades de detección y el pensamiento analítico. Ella es inexperta en la lucha y sólo aprendió en la lucha de las películas de kung fu. Ella también está representado como experta en la batería.

## Otras versiones
Durante la historia de Secret Wars de 2015, aparece una versión de Spider-Woman en la trama de A-Force. Esta versión reside en el dominio Battleworld de Arcadia. El personaje salva a Mary Jane Watson durante una invasión de Marvel Zombies después de que Loki de Arcadia disparara a la parte del Escudo que estaba más cercana a Arcadia.
En Tierra-8, Spider-Gwen está casada con Miles Morales y es la madre de Charlotte y Max Morales, quienes también tienen poderes de araña.
Una versión de Spider-Gwen es testigo de cómo Gwenpool derrota al Duende Verde y salva a Gwenpool de su muerte. Luego comen pizza junto con Peter Parker, Miles Morales y Cindy Moon.
En el universo de Spider-Ham, Spider-Gwen es un pingüino conocido como Guin Stacy the Spider-Guin. Más tarde ayuda a Spider-Ham y Parker Peterman a luchar contra los diversos villanos de Spider-Ham.
En A-Babies vs X-Babies, Spider-Gwen era nueva en la ciudad y fue al camión de comida de Iron Man, donde él le pidió que fuera a una cita, pero ella se negó. Luego ella participó en la batalla entre Los Vengadores, los X-Men, los Guardianes de la Galaxia y los Inhumanos.
En la historia alternativa de Tierra-616 de La noche en que murió Gwen Stacy en What If...? Dark: Spider-Gwen, Spider-Man logra salvar a Gwen del Duende Verde pero a costa de su vida. Gwen se pone el disfraz de Peter y trabaja junto con Harry para vengarse del Duende Verde. Después de asesinar a su propio padre, Harry culpa a Gwen por su muerte y se convierte en el nuevo Duende Verde, mientras que Gwen le promete a Peter corregir sus errores y honrar su legado convirtiéndose en Spider-Woman. Su disfraz es una versión modificada del traje de Spider-Man de Peter junto con el abrigo con capucha verde que usó la noche en que Peter murió. A pesar de carecer de poderes, puede utilizar los lanzadores de redes de Peter y desarrolla otras tecnologías, como bombas de red.

## En otros medios

### Televisión
- Spider-Woman como Gwen Stacy aparece en Ultimate Spider-Man vs. Los 6 Siniestros, con la voz de Dove Cameron[51] (de la serie Liv y Maddie), en el episodio "Regreso al Univers-Araña, Parte 4". Después de que Miles Morales AKA Spider-Man II desapareció del mundo, la ciudad entró en caos. Gwen se alió con May Parker de su mundo y se convirtió en Spider-Woman; a diferencia de sus predecesores, carece de poderes reales y, en cambio, depende únicamente de la tecnología. Después de que Miles y una versión alternativa de Peter llegan, se une con ellos para derrotar a Wolf Spider. Más tarde, Miles la elige para seguir siendo el héroe Araña de su dimensión, mientras que regresa a la alternativa en la que vive Peter.
- Spider-Gwen aparece en la serie del 2017 Spider-Man, interpretada por Laura Bailey.[52] Gwen desarrolla poderes de araña en el arco de Spider Island después de haber estado expuesta a los químicos de Jackal y los usa para convertirse en Spider-Gwen. A diferencia de las versiones anteriores, ella no usa una máscara para ocultar su identidad (aunque sí usa el mismo disfraz) y sus amigos y admiradores la llaman "Spider-Gwen" en lugar de Spider-Woman. Sin embargo, al igual que el evento de Spider Island en los cómics, Gwen y los demás neoyorquinos infectados más tarde mutan en gigantescas arañas monstruosas. Ella se cura más tarde en el clímax de la historia. En "The Day Without Spider-Man," recupera sus poderes gracias a la exposición a un cristal llamado Gema de Sangre durante la lucha contra Escorpión y Tinkerer y adopta el alias Ghost-Spider. Si bien usa el mismo disfraz durante sus apariciones como Spider-Gwen y Ghost-Spider, Gwen no usó una máscara para ocultar su identidad como Spider-Gwen. Por extraño que parezca, decide usar una máscara después de convertirse en Ghost-Spider.
- Spider-Gwen aparece en Marvel Super Hero Adventures, con la voz de Emily Tennant.[53]
- Spider-Gwen como "Ghost-Spider" aparece en Marvel Rising, nuevamente con la voz de Dove Cameron.[54] Ella se presenta por primera vez en los cortos de Iniciación, en los que huye de la policía cuando se le culpa por la muerte de su amigo inhumano Kevin. Eventualmente, Daisy Johnson encuentra informes similares del sospechoso en cuestión mientras le da a Ghost-Spider la información que necesita sobre el último avistamiento del culpable. Ghost-Spider regresa en el especial de televisión "Chasing Ghosts", en el que rastrea a Sheath, una mujer inhumana responsable de la muerte de Kevin, y trabaja con los Secret Warriors para detenerla antes de unirse al equipo.
- Ghost-Spider aparece en Lego Marvel Spider-Man: Vexed by Venom con la voz de Laura Bailey.[55] Su diseño y representación es una combinación de sus contrapartes de Marvel's Spider-Man y Marvel Rising.
- Ghost-Spider aparece en la serie de Disney Junior Marvel's Spidey and His Amazing Friends, con la voz de Lily Sanfelippo. Al igual que la encarnación de Marvel Rising, la Gwen Stacy de esta serie tiene los reflejos rosas parcialmente teñidos de Gwen Poole.[56]

### Película
- Spider-Gwen aparece en Spider-Man: Un nuevo universo (2018), con la voz de Hailee Steinfeld.[2] En la película, Gwen Stacy ha sido Spider-Woman durante dos años, durante los cuales ella salvó a su padre, pero no logró salvar a su amigo Peter Parker después de que él se convirtiera en el Lagarto, lo que provocó que ella ya no mantuviera la amistad, para evitar "distracciones". antes de ser arrastrada a la dimensión de Miles Morales, a través del acelerador de partículas de Kingpin. El dispositivo hace que Gwen llegue a la dimensión una semana antes de la explosión del acelerador. Siguiendo a Spidey Sense, se hizo pasar por una estudiante más joven en la escuela de Miles, donde un percance, con sus nuevos poderes de araña, hace que le afeiten el lado derecho de la cabeza. Gwen se ve más tarde en Alchemax, cuando Miles y un hombre araña de otra dimensión están robando información, lo que ayudará a enviarlos a casa. Ella interviene a tiempo para proteger los datos y guarda el par de Olivia Octavius, alias Doc Ock. Con las otras Spider-People, Gwen no está convencida de que Miles tenga lo necesario para ayudar, y solo será un obstáculo. Ella participa en la batalla final, en el acelerador de partículas antes de regresar a la dimensión de su hogar. En un epílogo, Stacy contacta a Morales desde "otra otra" dimensión.
  - Spider-Gwen retornó en la secuela Spider-Man: Across the Spider-Verse (2023), con Steinfeld retomando su papel. Poco después de revelar su identidad secreta a su padre, quien la persiguió por la muerte de Peter, es invitada a unirse a la Spider-Society multiversal por Miguel O'Hara y comienza a ser asesorada por Jessica Drew. Durante una misión para atrapar a la Mancha en la Tierra-1610, ella pasa el tiempo alcanzando a Miles, lo que hace que la Mancha escape a la Tierra-50101. Después de no poder capturar a la Mancha con Spider-Man India y Spider-Punk y de que Miles interrumpa un evento "canónico" en la Tierra-50101, Gwen y Miles son llevados ante Miguel y reprendidos por poner en peligro el multiverso. Miles es perseguido por Gwen y el resto de Spider-Society después de descubrir que la Mancha matará a su padre y es un evento canónico, y se siente traicionado después de descubrir que Gwen sabía que sucedería y que ella y Peter de Tierra-616 han sido evitándolo porque es una anomalía. Gwen es exiliada de Spider-Society por O'Hara por ser una lastre, donde se reconcilia con su padre, quien renunció como capitán de policía. Esto hace que Gwen se dé cuenta de que el canon se puede violar de manera segura y usa un reloj de portal de contrabando que Spider-Punk le dio para ir a la dimensión de Miles. Ella descubre que Miles fue enviado a la dimensión equivocada y forma un equipo para encontrarlo.
  - Además, aparecerá en las próximas películas Spider-Man: Beyond the Spider-Verse y Spider-Woman, una película derivada centrada en las mujeres.[57][58][59]

### Videojuegos
- Gwen Stacy como Spider-Woman debutó por primera vez en los videojuegos como un personaje jugable en Marvel: Contest of Champions.[60]
- Aparece como un personaje jugable en Spider-Man Unlimited, con la voz de Laura Bailey.[61]
- Spider-Woman aparece en Marvel: Avengers Alliance. Ella aparece como parte del evento de "Spider-verso" del juego.
- Spider-Woman aparece en Marvel Future Fight.[62]
- Spider-Woman aparece en Marvel Puzzle Quest.[63]
- Spider-Woman aparece como compañero de equipo y un traje mejorado en Marvel Heroes.[64][65]
- Spider-Gwen aparece como un personaje jugable desbloqueable en Marvel Avengers Academy, con la voz de Catherine Luciani.
- Spider-Gwen aparece como un personaje jugable en Lego Marvel Super Heroes 2.[66]
- Spider-Gwen aparece como un personaje jugable en el Pase de Batalla de Fortnite Capítulo 3 Temporada 4 en el nivel 100.[67]